# Gorgasia hawaiiensis
Gorgasia hawaiiensis és una espècie de peix pertanyent a la família dels còngrids.

## Descripció
- Pot arribar a fer 59,8 cm de llargària màxima.[2]

## Alimentació
Menja zooplàncton.

## Hàbitat
És un peix marí, demersal i de clima tropical que viu entre 11 i 53 m de fondària.

## Distribució geogràfica
Es troba al Pacífic oriental central: les illes Hawaii.

## Costums
És bentònic.

## Observacions
És inofensiu per als humans.